# 拉迪夫齊
49°10′33″N 27°43′7″E / 49.17583°N 27.71861°E
拉迪夫齊（烏克蘭語：Радівці）是位於烏克蘭西部的村莊，由赫梅利尼茨基州裡赫梅利尼茨基區的沃夫科溫齊市鎮負責管轄。該村始建於1629年，面積4.61平方公里，海拔高度358米，2001年人口886。